# Gjógv
Gjógv (IPA: [ʤɛgv], (danska: Gjov) är en landsbygd i norra Färöarna på den yttersta nordostkusten av ön Eysturoy, 67 kilometer från huvudstaden Tórshavn. Tidigare tillhörde Gjógv Gjáar kommuna men sedan en kommunreform år 2005 tillhör Gjógv Sunda kommun. Vid folkräkningen 2015 hade Gjógv 31 invånare.
Orten är omkring 400 år gammal, och dess namn kommer från "klippspalten" eftersom orten ligger vid en naturlig hamn. Fiskebåtarna seglar rakt in i hamnen där de sedan dras upp via en ramp. Det äldsta huset i Gjógv är byggt längs med ån Dalsá.
Skolan i Gjógv kommer från 1884. Den är byggd i kampsten och hade tidigare 50 elver, idag är det endast tre. Kyrkan i Gjógv kommer från 1929. Kyrkan är den första på platsen och då den invigdes den 26 maj hölls gudstjänsten på färöiska – för första gången i den färöiska kyrkohistorian. Vid sidan av kyrkan finns ett minnesmärke för de som inte återvände tillbaka från havet. Antalet invånare är begränsat, endast 53 människor bor i orten, men den är ett populärt turistmål, både för belägenheten och ortens charm.
Den 22 juni 2005 besökte Kronprins Frederik och Kronprinsessan Mary Gjógv. Två äldre invånare, Rita och Kristian, hade idén att placera en bänk med en praktfull utsikt ut över havet. Mary invigde den och sedan dess har den haft namnet Marys bænk.
Gjógv är mest känd för sin naturhamn och för den omliggande naturen. Det finns vandringsleder både norr och väst om byn upp på bergen. De högsta bergen är Slættaratindur (882 meter) och Gráfelli (857 meter) och ligger mellan Gjógv och orten Eiði. Nordväst om Gjógv finns dalen Ambadalur. Ut vid kusten vid denna plats finns den största fristående klippblocket med sina 188 meter på Färöarna. Klippan kallas Búgvin och är hem för flera tusentals havsfåglar. Öster om Gjógv finns bergen Tyril och Middagsfjall (601 meter). Från båda bergen får man en fin utsikt mot fjorden Funningsfjørður.
Den färöiska grammatiken böjer alla ortnamn. Gjógv heter i dativ við/frá Gjógv (vid/från Gjógv), i genitiv til Gjáar (till Gjógv) och invånarna kallas gjáarfólk (folk från Gjógv).

## Befolkningsutveckling
| Befolkningsutvecklingen i Gjógv 1985–2015 | Befolkningsutvecklingen i Gjógv 1985–2015 | Befolkningsutvecklingen i Gjógv 1985–2015 | Befolkningsutvecklingen i Gjógv 1985–2015 | Befolkningsutvecklingen i Gjógv 1985–2015 |
| ----------------------------------------- | ----------------------------------------- | ----------------------------------------- | ----------------------------------------- | ----------------------------------------- |
|                                           |                                           |                                           |                                           |                                           |
| År                                        |                                           |                                           | Folkmängd                                 |                                           |
| 1985                                      | 1985                                      |                                           | 81                                        |                                           |
| 1990                                      | 1990                                      |                                           | 64                                        |                                           |
| 1995                                      | 1995                                      |                                           | 64                                        |                                           |
| 2000                                      | 2000                                      |                                           | 55                                        |                                           |
| 2005                                      | 2005                                      |                                           | 51                                        |                                           |
| 2010                                      | 2010                                      |                                           | 39                                        |                                           |
| 2015                                      | 2015                                      |                                           | 31                                        |                                           |
|                                           |                                           |                                           |                                           |                                           |

## Personligheter
- Kristin Hervør Lützen, skådespelare föddes i Gjógv